# KSV Sottegem (vrouwen)
Ladies KSV Sottegem was een Belgische voetbalclub uit Zottegem, die met 2 damesploegen in competitie kwam. De club heeft geel en blauw als kleuren en is aangesloten bij de KBVB met stamnummer 225. In 2024 werd de damesploeg opgedoekt.

## Geschiedenis
Meisjes staan in het voetbal dikwijls voor een moeilijke keuze, verder voetballen bij de jongens, op zoek gaan naar een damesploeg of ermee stoppen. Zo speelden er 5 meisjes bij VV Horebeke die per se bij een damesclub willen verder spelen. Daarom gaan hun ouders naar het bestuur van KSV Sottegem. Hoewel ze openstonden voor het idee van een damesploeg, vroegen ze zich af of ze wel aan genoeg speelsters zouden geraken.
Er werden affiches gemaakt en opgehangen in de scholen van de meisjes en ook via Facebook wordt contact gezocht met zoveel mogelijk meisjes. Om het seizoen in 2012-2013 aan te vatten bestaat de ploeg uit 17 meisjes. In hun eerste jaar worden ze direct 2de in 3de provinciale wat genoeg was om meteen te promoveren naar de 2de provinciale. Het succes van de damesploeg was zo groot dat het daarop volgende seizoen (2013- 2014) ook een 2de damesploeg aan diens avontuur mocht beginnen.
Na in 2016-17 overtuigend kampioen te spelen in 1ste provinciale, promoveert de A-ploeg voor het eerst in zijn bestaan naar de nationale reeksen en mag het in 2017-18 aantreden in de tweede klasse, waar het 7 jaar meespeelde in de middenmoot. In April 2024 werd de damesploeg opgedoekt.

## Resultaten
| Seizoen | Klasse | Klasse | Klasse | Klasse | Klasse | Klasse | Reeks                    | Punten | Beker van België | Opmerkingen                                   |
|         | S      | I      | II     | P.I    | P.II   | P.III  | Reeks                    | Punten | Beker van België | Opmerkingen                                   |
| ------- | ------ | ------ | ------ | ------ | ------ | ------ | ------------------------ | ------ | ---------------- | --------------------------------------------- |
| 2012/13 |        |        |        |        |        | 2      | Derde Provinciale O-Vl.  | ?      | /                | Eerste seizoen; Promotie naar 2de provinciale |
| 2013/14 |        |        |        |        | ?      |        | Tweede Provinciale O-Vl. | ?      | /                | Promotie naar 1ste provinciale                |
| 2014/15 |        |        |        | ?      |        |        | Eerste Provinciale O-Vl. | ?      | /                |                                               |
| 2015/16 |        |        |        | ?      |        |        | Eerste Provinciale O-Vl. | ?      | /                |                                               |
| 2016/17 |        |        |        | 1      |        |        | Eerste Provinciale O-Vl. | 73     | /                | Promotie naar Tweede klasse                   |
| 2017/18 |        |        | 9      |        |        |        | Tweede klasse A          | 26     | 3de ronde        | Eerste seizoen in Nationale                   |
| 2018/19 |        |        | 10     |        |        |        | Tweede klasse A          | 35     | ?                |                                               |
| 2019/20 |        |        | 9      |        |        |        | Tweede klasse A          | 25     | ?                |                                               |
| 2020/21 |        |        | -      |        |        |        | Tweede klasse A          | -      | ?                | Seizoen geschrapt wegens Covid-19             |
| 2021/22 |        |        | 8      |        |        |        | Tweede klasse A          | 34     | ?                |                                               |
| 2022/23 |        |        | 7      |        |        |        | Tweede klasse A          | 42     | ?                |                                               |
| 2023/24 |        |        | 10     |        |        |        | Interprovinciale A       | 16     | ?                | Laatste seizoen. Einde van de ploeg.          |